# Wenceslau Malta
Wenceslau Malta  (Santana do Livramento, 15 de dezembro de 1931 — Rio de Janeiro, 27 de janeiro de 2011) foi um militar e pentatleta olímpico brasileiro.

## Carreira militar
Nascido em família ligada à atividade militar, ingressou por concurso, em 1949, na Escola Preparatória de Cadetes de Fortaleza, no Ceará. Concluiu o curso na Escola Preparatória de Cadetes de Porto Alegre. Depois, ingressou na Academia Militar das Agulhas Negras, sendo declarado aspirante a oficial da Arma de Artilharia em 1954.
Embora tenha servido em unidades militares no Rio Grande do Sul, vinculou-se ao Rio de Janeiro, onde suas qualidades de atleta o levaram a frequentar a Escola de Educação Física do Exército. Em seguida, passou a compor os quadros da Escola de Paraquedistas do Exército, onde concluiu cursos que o credenciaram a ser instrutor. Realizou cerca de 2 mil saltos.

## Carreira esportiva
O coronel Malta destacou-se como atleta no pentatlo moderno, tendo participado de dois campeonatos sul-americanos, dois pan-americanos, sete mundiais e dois jogos olímpicos.
Wenceslau Malta representou o Brasil nos Jogos Olímpicos de 1956 em Melbourne, onde alcançou a 31ª colocação, e nos Jogos Olímpicos de 1960 em Roma, onde ficou na 32ª posição no individual e 13a por equipes. 
Foi campeão individual nos Jogos Pan-Americanos de 1959, em Chicago,  e conquistou também a medalha de prata por equipe.

## Homenagem
Será homenageado com o novo Ginásio Coronel Wenceslau Malta, no Complexo Esportivo de Deodoro, na Vila Militar (bairro do Rio de Janeiro) , para aos Jogos Olímpicos e Paralímpicos Rio 2016.